# Йохан Кристиан Бах
Вижте пояснителната страница за други личности с името Бах.
Йохан Кристиан Бах (на немски: Johann Christian Bach) е немски музикант и композитор от класицизма, единадесетият и най-малък син на Йохан Себастиан Бах. Наричан е „Лондонският Бах“ или „Английският Бах“, тъй като прекарва значителна част от живота си на Острова. Запомнен е с това, че е имал голямо влияние върху стила на Моцарт.

## Биография
Йохан Кристиан Бах е син на Йохан Себастиан Бах и Ана Магдалена Бах, роден на 5 септември 1735 г. в Лайпциг, Германия. При раждането му неговият баща е 50-годишен, което може да обясни и големите разлики между музикалните стилове на двамата. Въпреки това той получава музикалното си образование от баща си, който му преподава до смъртта си, когато Йохан Кристиан е 15-годишен.
Кариерата на Йохан Кристиан започва обещаващо; първоначално той композира и изпълнява с известния изпълнител на виола да гамба Карл Фридрих Абел (Carl Friedrich Abel). Композира кантати, камерна музика, клавирни и оркестрови творби, опери и симфонии.
За дълго живее в Италия, от началото на 1756, първоначално учейки при Падре Мартини в Болоня, а по-късно при Джовани Батиста Самартини. Той започнал, като органист в Миланската катедрала през 1760. По това време той преминава от лутеранство към католицизъм. През 1762 Бах пътува за Лондон за премиерата на своя опера в Кралския театър, поставяйки „Orione“ на 19 февруари 1763. Това му печели репутация в Англия, поради което е нает като музикален учител от кралица Шарлота.
През 1766 той среща сопраното Сесилия Граси (Cecilia Grassi) и не след дълго се жени за нея. Въпреки че тя е с 11 години по-млада, нямат деца.
Йохан Кристиан Бах умира в Лондон навръх Нова година през 1782.

## Произведения
|  | Тази страница частично или изцяло представлява превод на страницата Johann Christian Bach в Уикипедия на английски. Оригиналният текст, както и този превод, са защитени от Лиценза „Криейтив Комънс – Признание – Споделяне на споделеното“, а за съдържание, създадено преди юни 2009 година – от Лиценза за свободна документация на ГНУ. Прегледайте историята на редакциите на оригиналната страница, както и на преводната страница, за да видите списъка на съавторите. ВАЖНО: Този шаблон се отнася единствено до авторските права върху съдържанието на статията. Добавянето му не отменя изискването да се посочват конкретни източници на твърденията, които да бъдат благонадеждни. |